# Arctosa kawabe
Arctosa kawabe är en spindelart som beskrevs av Tanaka 1985. Arctosa kawabe ingår i släktet Arctosa och familjen vargspindlar. Inga underarter finns listade i Catalogue of Life.